# Eberhard Eichenhofer

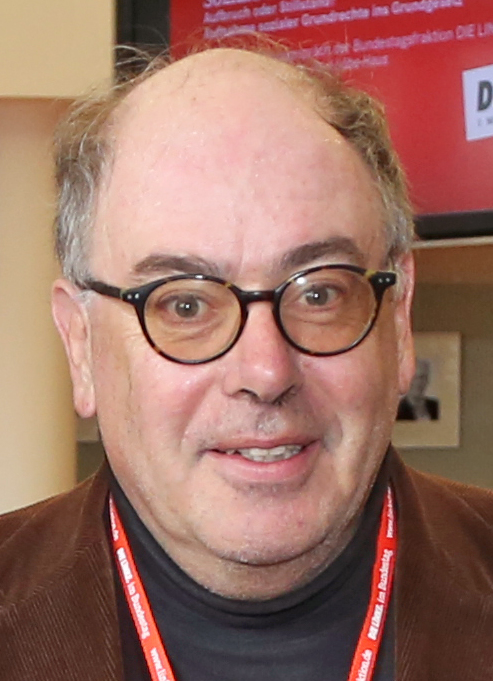
Eberhard Eichenhofer (2016)

Eberhard Eichenhofer (* 3. November 1950 in Ulm) ist ein deutscher Jurist und Professor an der Friedrich-Schiller-Universität Jena.

## Leben
Nach Abitur und Zivildienst nahm Eichenhofer 1971 das Studium der Rechtswissenschaften an der Eberhard Karls Universität Tübingen auf. Zum Wintersemester 1972/73 wechselte er an die Universität des Saarlandes in Saarbrücken, wo er 1975 sein Erstes Juristisches Staatsexamen abschloss. Während seines anschließenden Referendariats war er wissenschaftlicher Mitarbeiter am Lehrstuhl von Günther Jahr. Nach seinem Zweiten Staatsexamen im Jahre 1978 promovierte er 1979 in Saarbrücken zum Dr. jur., 1987 habilitierte er sich ebenfalls in Saarbrücken für die Fächer Bürgerliches Recht, Internationales Privatrecht, Deutsches und Internationales Arbeits- und Sozialrecht.
Nach Beschäftigungen für das Bundesministerium für Arbeit und Soziales und am Max-Planck-Institut für ausländisches und internationales Sozialrecht in München nahm er 1989 einen Ruf an die Universität Osnabrück an. Dort hatte er bis 1997 einen Lehrstuhl für Bürgerliches Recht und Sozialrecht inne. Zum 1. April 1997 wechselte er nach Jena, wo er bis zu seiner Pensionierung am 31. März 2016 den Lehrstuhl für Sozialrecht und Bürgerliches Recht innehatte. Eichenhofer war zudem wiederholt lehrend an der Wirtschaftsuniversität Wien und der Adam-Mickiewicz-Universität Posen tätig. Darüber hinaus war er von Oktober 2009 bis September 2010 Dekan der rechtswissenschaftlichen Fakultät der Universität Jena.
2003 wurde Eichenhofer die Ehrendoktorwürde der Universität Göteborg verliehen. Er ist korrespondierendes Mitglied der Akademie der Wissenschaften zu Göttingen. Zudem ist er Mitglied in zahlreichen Vereinigungen, wie beispielsweise dem Deutschen Sozialrechtsverband oder der Zivilrechtslehrervereinigung. Darüber hinaus ist Eichenhofer unter anderem Mitherausgeber der Zeitschrift für Europäisches Sozial- und Arbeitsrecht (ZESAR), von Die Sozialgerichtsbarkeit (SGb) und dem European Journal of Social Security (EJSS).
Sein Sohn Johannes Eichenhofer ist ebenfalls Jurist und als Professor an der Universität Leipzig tätig. 

## Schriften (Auswahl)
- „Leitende Angestellte“ als Begriff des Unternehmensrechts, Carl Heymanns Verlag, Köln 1980 (Dissertation), ISBN 978-3452187321
- Sozialrecht, 9. Auflage, Mohr Siebeck, Tübingen 2015, ISBN 978-3161537691
- Mit Reinhold Kopp: Werner Maihofer -–Vordenker des Sozialliberalismus. Verlag: J.G. Seume, Saarbrücken, 2022, 1. Auflage, ISBN 978-3981885071.
- Deutsches Sozialrecht nach 1945. Nomos Verlag, Baden-Baden 2023, ISBN 978-3-7489-1699-4, doi:10.5771/9783748916994 (nomos-elibrary.de).